# Polmont
Polmont, schottisch-gälisch: Poll Mhonadh, ist eine Kleinstadt in Schottland. Sie liegt etwa fünf Kilometer südlich der Stadt Grangemouth und etwa zehn Kilometer östlich der Stadt Falkirk in der Council Area Falkirk. Polmont liegt direkt an der Autobahn M9. Die Ortschaft hat 5322 Einwohner.
Lord Polmont ist ein Nebentitel des Herzogs von Hamilton. Dieser Titel wurde ursprünglich dem 2. Herzog von Hamilton im Jahre 1639 verliehen.

## Geschichte

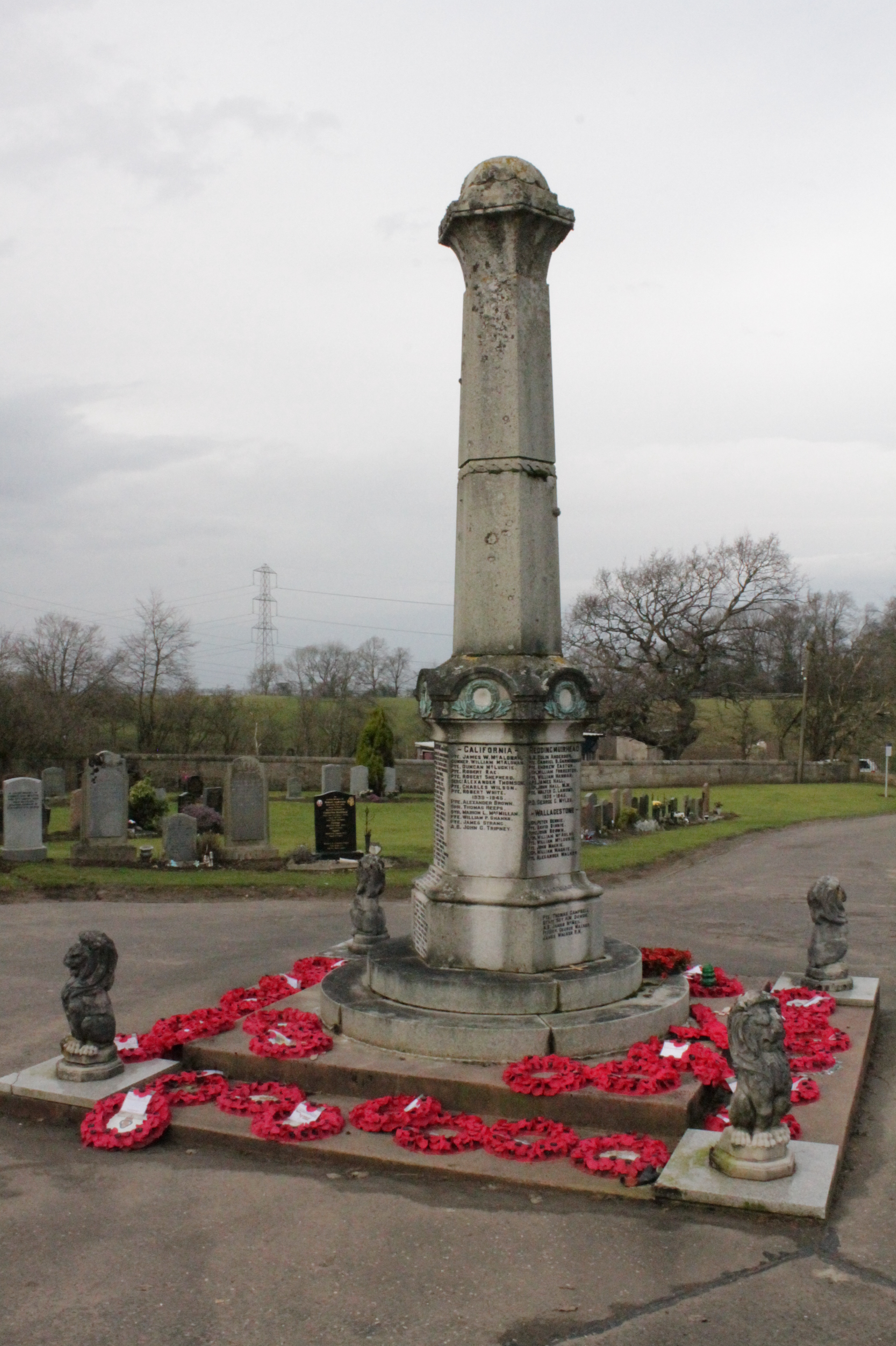
Kriegsdenkmal in Polmont

Der Name Polmont leitet sich vom schottisch-gälischen Begriff Poll-Mhonadh ab, der auf Englisch als „Pool of the Hill“ übersetzt wird, oder von „Brittonic pol mönïδ“, dem Brand (Bach) auf dem Hügel (oder Vorgebirge). Dieses Gebiet war Teil des nachrömischen Königreichs Gododdin, das von einem Volksstamm der Briten gebildet worden war. Sie siedelten zum Ende der römischen Ära im heutigen nordöstlichen England und dem südöstlichen Schottland.
Das alte Polmont lag erhöht auf einem Hügel mit Blick auf den Meeresarm Firth of Forth und die Ochil Hills. Es gab zwei römische temporäre Marschlager, eines auf beiden Seiten des heutigen Golfplatzes von Grangemouth und auf der Ostseite Polmont Hill. In der Nähe, bei Mumrills, war die größte Festung auf dem römischen Antoninuswall. Das Fort, der Damm und die Wasserquelle sind heute entsprechend ausgezeichnet und können in Polmont Woods in der Nähe der Autobahn M9 besichtigt werden.
Polmont gehörte ursprünglich zur Gemeinde Falkirk und wurde 1724 durch eine gerichtliche Verfügung vom „Court of Teinds“ (teind ist das schottische Wort für Zehnten) zu einer eigenständigen Gemeinde ernannt.
Während des Zweiten Weltkriegs wurde die jetzt abgerissene „St. Margaret’s School für Mädchen“ von den polnischen Streitkräften als Signalausbildungsschule genutzt und Soldaten verschiedener polnischer Einheiten mussten hier den Umgang mit Signalgeräten erlernen.

## Verkehr
Polmont besitzt einen Bahnhof und Bahnanbindung zur Bahnstrecke Edinburgh–Glasgow.
In der Nähe des Ortes verläuft die Autobahn M9. Zwischen Polmont und Old Polmont befinden sich zwei Ausfahrten: an der Ost- und Westseite. Es gibt zahlreiche Bushaltestellen im ganzen Dorf, die vorzugsweise an der Hauptstraße liegen und direkte Busverbindungen nach Edinburgh, Falkirk und Stirling bieten. Der nächste Flughafen, der Flughafen Edinburgh und liegt ungefähr 27 Kilometer östlich.

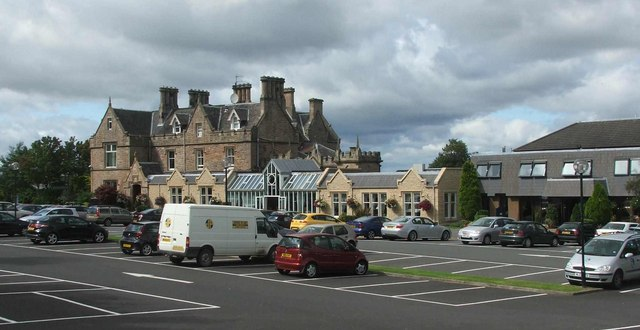
Inchyra Grange Hotel, ehemaliges Herrenhäuser der Region

## Wirtschaft
Die Wirtschaft von Polmont basiert hauptsächlich auf relativ kleinen Privatgeschäften wie Pubs, Cafés, Hotels, Kioske und Gemischtwarenläden. Die meisten davon befinden sich im oder um das Einkaufszentrum Polmont, dem Mittelpunkt lokaler Aktivitäten. Die Landwirtschaft ist ebenfalls ein zentraler Wirtschaftszweig, wobei der Ackerbau und Weidewirtschaft die Hauptnutzungsrichtungen sind. In Polmont befindet sich die umstrittene Deponie Avondale, ein großer Arbeitgeber im Osten des Ortes.

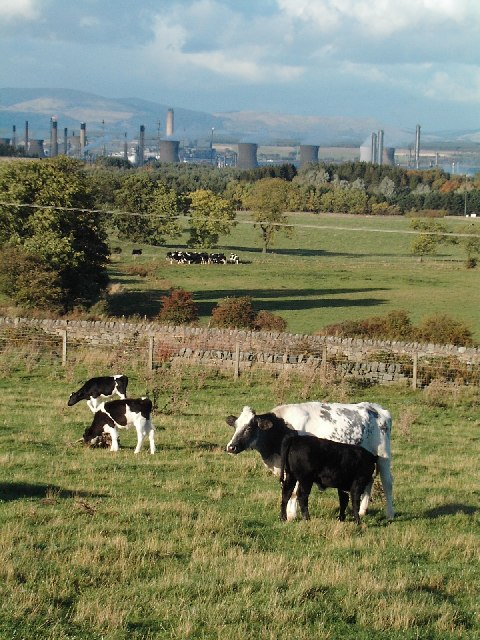
Farmland in Polmont mit Blick auf die Grangemouth-Industrie

Aufgrund der Nähe zu Grangemouth arbeitet ein Teil der Bevölkerung in den Raffinerien und im Hafen dieser Stadt, viele pendeln aber auch bis nach Edinburgh und Glasgow. Nur ein geringer Teil der Bevölkerung arbeitet direkt in Polmont.

## Sport und Freizeit
In Polmont befindet sich der Amateurfußballverein „Polmont FC“. Der schottische Nationalspieler Alex Raisbeck wurde in Polmont geboren und war mehrere Jahre lang Kapitän des FC Liverpool. Er führte Liverpool 1901 zu seinem allerersten englischen Meistertitel und tat dies fünf Jahre später erneut. Er galt als einer der besten Spieler seiner Generation aus dem Jahr 1898. Eine nach Raisbeck benannte Gedenk-Trophäe wird jährlich von „Polmont FC“ vergeben.
Trotz seines Namens liegt der „Grangemouth Golf Club“ am Stadtrand von Polmont. Ironischerweise gibt es auch einen Polmont Golf Club, der nicht in Polmont, sondern im nahe gelegenen Maddiston befindet. Innerhalb der Grenzen des „Grangemouth Golf Clubs“ befindet sich das „Millhall Reservoir“, ein Anglercentrum des Avonbank Fishing Club. Östlich befindet sich das „Polmont Ski Centre“ mit einer künstlichen Skipiste.

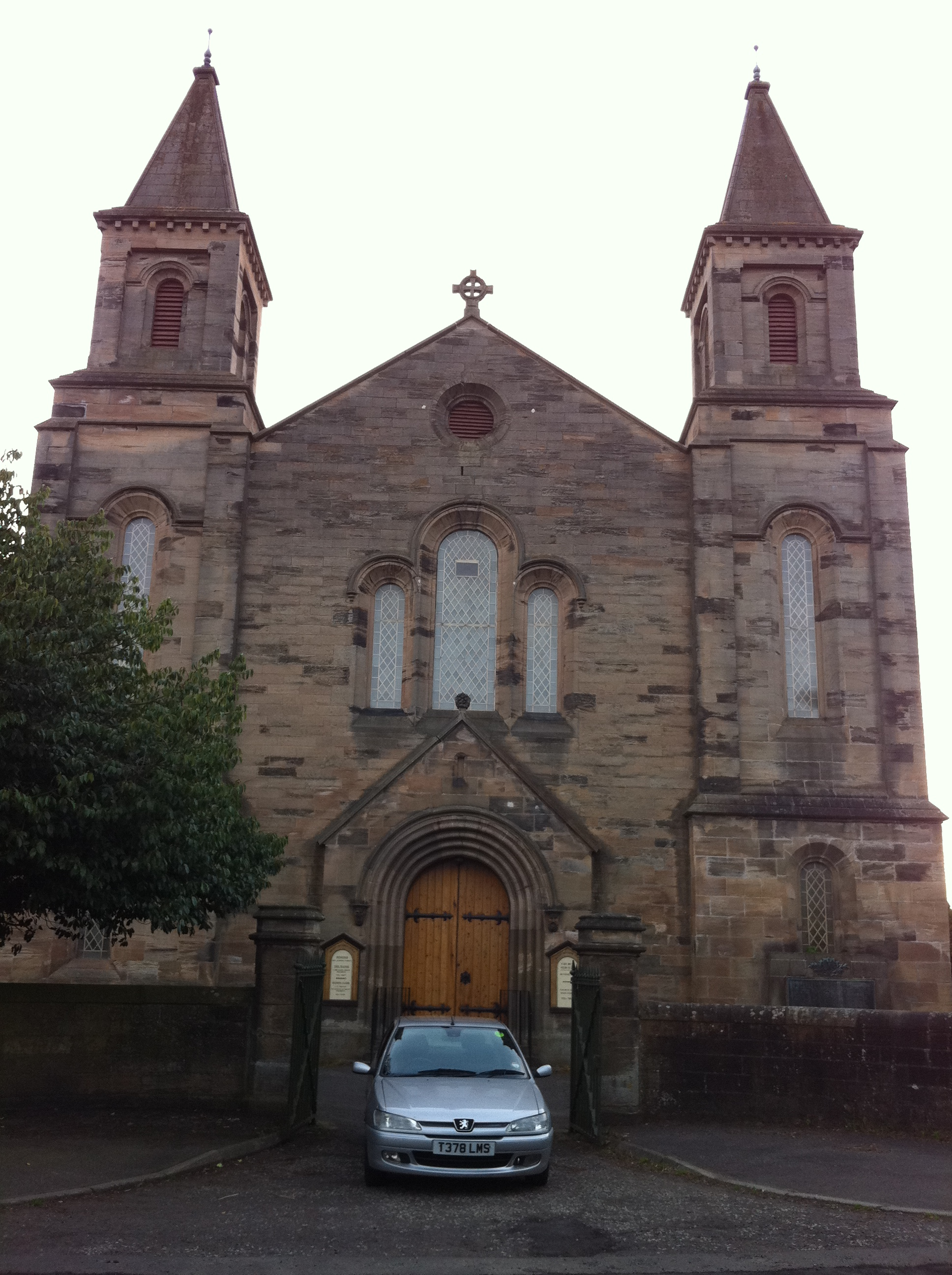
Alte Pfarrkirche von Polmont

Polmont besitzt eine in erster Linie christlich Gemeinde und eine Pfarrkirche (Polmont Old Parish Church), die von Architekt John Tait 1844 entworfen wurde. Daneben existiert die Church of the Brethren und die Religiöse Gesellschaft der Freunde.

## Persönlichkeiten
- Gilbert Laurie von Polmont (1729–1809), 1766 bis 1768 und von 1772 bis 1774 war er Oberbürgermeister von Edinburgh
- Johan Theodor Salvesen (1820–1865), Mitbegründer der Walfangreederei Christian Salvesen
- James Burns (1846–1923), australischer Unternehmer, Offizier und Politiker
- Alex Raisbeck (1878–1949), Fußballspieler und Trainer, spielte von 1900 bis 1907 in der schottischen Nationalmannschaft